# Centro Científico Tecnológico Nordeste
El Centro Científico Tecnológico Nordeste (CCT Nordeste) es un centro de investigación y desarrollo de CONICET que agrupa a diferentes institutos del nordeste argentino. 

## Unidades ejecutoras
Está conformado por las siguientes Unidades Ejecutoras:
- Centro de Ecología Aplicada del Litoral (CECOAL)
- Instituto de Botánica del Nordeste (IBONE)
- Instituto de Investigaciones Geohistóricas (IIGHI)
- Instituto de Modelado e Investigación Tecnológica (IMIT)
- Instituto de Biología Subtropical (IBS)
- Instituto de Materiales de Misiones (IMAM)
- Instituto de Estudios Sociales y Humanos (IESyH)
- Instituto de Química Básica y Aplicada del Nordeste Argentino  (IQUIBA-NEA)
- Instituto de Investigación para el Desarrollo Territorial y del Hábitat Humano (IIDTHH)